# 丝崎公朗
丝崎公朗（1965年—），生於日本長野縣長野市，專業攝影師、藝術家及專業作家，提倡非人稱藝術概念及寫真素材作品製作，「非人稱藝術聯盟」的發起人及主持人。

## 作品
- 《フォトモ　路上写真の新展開》，1999，工作舍
- 《出現！フォトモ》，2002，パルコ出版
- 《Photography Technique-"FOTOMO"》，2004，AllRightsReserved Ltd（香港）
- 《建築のフィギュア----プライベート・プロダクツ》，2004，INAX出版
- 《フォトモの街角》，2006，アートン

## 獲獎與榮譽
- キリン　コンテンポラリー・アワード優秀賞（1999）
- コニカ　フォト・プレミオ年度賞大賞（2000）
- 第５回岡本太郎記念現代芸術大賞入選（2002）
- 第19回東川賞　新人作家賞（2003）

## 外部連結
- 非人稱藝術聯盟 （页面存档备份，存于）